# Serž Sarkisjan
Serž Azati Sarkisjan, někdy Sargsjan (arménsky Սերժ Ազատի Սարգսյան; * 30. června 1954 Stěpanakert) je arménský politik, ministr v několika vládách, posléze premiér a v období 2008–2018 arménský prezident.

## Život
V letech 1972–1974 sloužil jako voják základní služby v sovětské armádě. V roce 1979 ukončil studium filologie na Jerevanské státní univerzitě. V období let 1979 až 1988 působil v komunistických a komsomolských orgánech ve svém rodném městě Stěpanakertu, posléze byl velitelem karabašské domobrany ve válce o Náhorní Karabach.
V roce 1990 se stal poslancem Národního shromáždění, v 90. letech byl postupně ministrem obrany, vnitra a ministrem národní bezpečnosti. V období 1999–2007 byl tajemníkem Národní bezpečnostní rady, v roce 2000 se stal znovu ministrem obrany. V roce 2007 se stal arménským premiérem.
V únoru 2008 vyhrál s podporou vlastní Republikánské strany Arménie prezidentské volby; do funkce nastoupil v dubnu 2008. Jako prezident se zasadil o vytvoření celní unie s Ruskem a dalšími postsovětskými republikami v roce 2014 a realizoval přeměnu Arménie z prezidentské v parlamentní republiku, což bylo podle kritiků vyjádřením snahy o udržení si vlastního politického vlivu.
V roce 2011 se konaly velké demonstrace proti Sarkisjanovu režimu. Při dalších protestech v červenci 2016 žádali protestující jeho odstoupení a propuštění všech politických vězňů – tyto demonstrace následovaly po přepadení policejní stanice v hlavním městě Jerevanu skupinou ozbrojenců, kteří požadovali propuštění opozičního politika a veterána války o Náhorní Karabach Žirajra Sefiljana. Při vzájemných střetech bylo zraněno přes 50 lidí.
Sarkisjanovo prezidentské období skončilo dne 9. dubna 2018 a hned 17. dubna se stal předsedou vlády. Po několikadenních bouřlivých protestech, během nichž demonstranti požadovali jeho odstoupení a bylo zadrženo přes 200 lidí, nakonec dne 23. dubna (po pouhých šesti dnech v úřadu) rezignoval, v důsledku čehož následně odstoupila i arménská vláda.